# Leichtathletik-Europameisterschaften 1954/Marathon der Männer

Blick auf die Stadt Bern im April 1954

Der Marathonlauf der Männer bei den Leichtathletik-Europameisterschaften 1954 wurde am 25. August 1954 in den Straßen Berns ausgetragen.
Der Finne Veikko Karvonen gewann das Rennen und stellte mit 2:24:51,6 h einen neuen Meisterschaftsrekord auf. Vizeeuropameister wurde der sowjetische Läufer Boris Grischajew vor seinem Landsmann Iwan Iljitsch Filin.

## Rekorde
Anmerkung:

Rekorde wurden damals im Marathonlauf und Straßengehen wegen der unterschiedlichen Streckenbeschaffenheiten mit Ausnahme von Meisterschaftsrekorden nicht geführt.

### Bestehende Rekorde / Bestleistungen
| Weltbestzeit         | 2:17:39,4 h | Jim Peters  | Chiswick, Großbritannien | 26. Januar 1954 |
| Europabestzeit       | 2:17:39,4 h | Jim Peters  | Chiswick, Großbritannien | 26. Januar 1954 |
| Meisterschaftsrekord | 2:32:14 h   | Jack Holden | EM Brüssel, Belgien      | 23. August 1950 |

### Rekordverbesserung
Mit seiner Zeit von 2:24:51,6 h verbesserte der Finne Veikko Karvonen als neuer Europameister im Rennen am 25. August den bestehenden Meisterschaftsrekord um 7:22,4 min. Zur Welt- und Europabestzeit fehlten ihm 7:12,2 min.

## Durchführung
Die 22 Teilnehmer traten gemeinsam zum Finale an.

## Finale

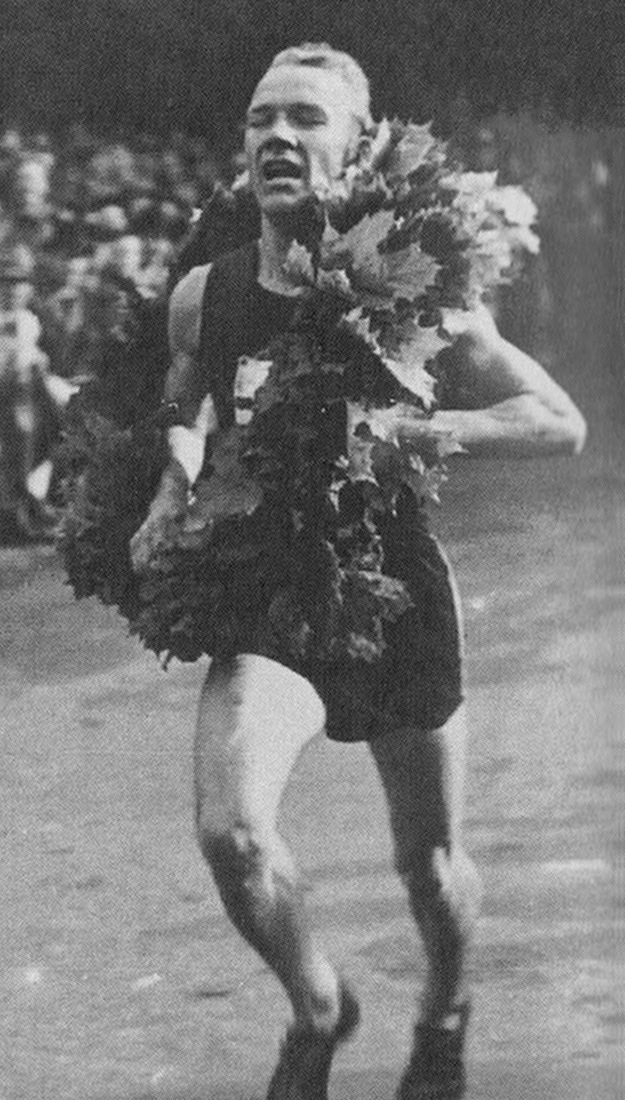
Veikko Karvonen wurde Europameister mit neuem EM.Rekord

25. August 1954
| Platz | Name                | Nation           | Zeit (h)     |
| ----- | ------------------- | ---------------- | ------------ |
|       | Veikko Karvonen     | Finnland         | 2:24:51,6 CR |
|       | Boris Grischajew    | Sowjetunion      | 2:24:55,6    |
|       | Iwan Filin          | Sowjetunion      | 2:25:26,6    |
| 04    | Erkki Puolakka      | Finnland         | 2:26:45,6    |
| 05    | Gustaf Jansson      | Schweden         | 2:27:27,8    |
| 06    | Geoff Iden          | Großbritannien   | 2:28:02,8    |
| 07    | Janus van der Zande | Niederlande      | 2:29:19,2    |
| 08    | Jose Araujo         | Portugal         | 2:29:45,0    |
| 09    | Viktor Olsen        | Norwegen         | 2:33:49,4    |
| 10    | Dinu Christea       | Rumänien         | 2:35:07,4    |
| 11    | Eric Losthouse      | Großbritannien   | 2:35:22,3    |
| 12    | Bengt Rehnvall      | Schweden         | 2:35:48,5    |
| 13    | Walter Bednar       | Tschechoslowakei | 2:36:41,4    |
| 14    | Hans Vollbach       | BR Deutschland   | 2:40:02,4    |
| 15    | Claudino Martins    | Portugal         | 2:41:01,4    |
| 16    | Adolf Gruber        | Österreich       | 2:41:59,6    |
| 17    | Franjo Skrinjar     | Jugoslawien      | 2:42:11,8    |
| 18    | August Blumensaat   | BR Deutschland   | 2:42:32,2    |
| 19    | Jules Zehnder       | Schweiz          | 2:45:27,8    |
| 20    | Guillaume Marquet   | Belgien          | 2:48:47,2    |
| 21    | Michel Pressense    | Frankreich       | 2:55:52,4    |
| 22    | Hans Studer         | Schweiz          | 2:58:22,0    |

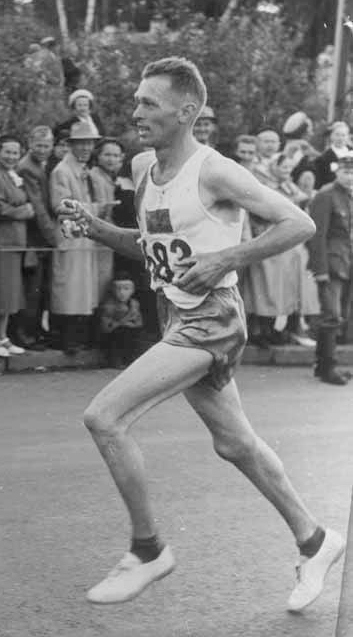
Gustaf Jansson belegte Rang fünf
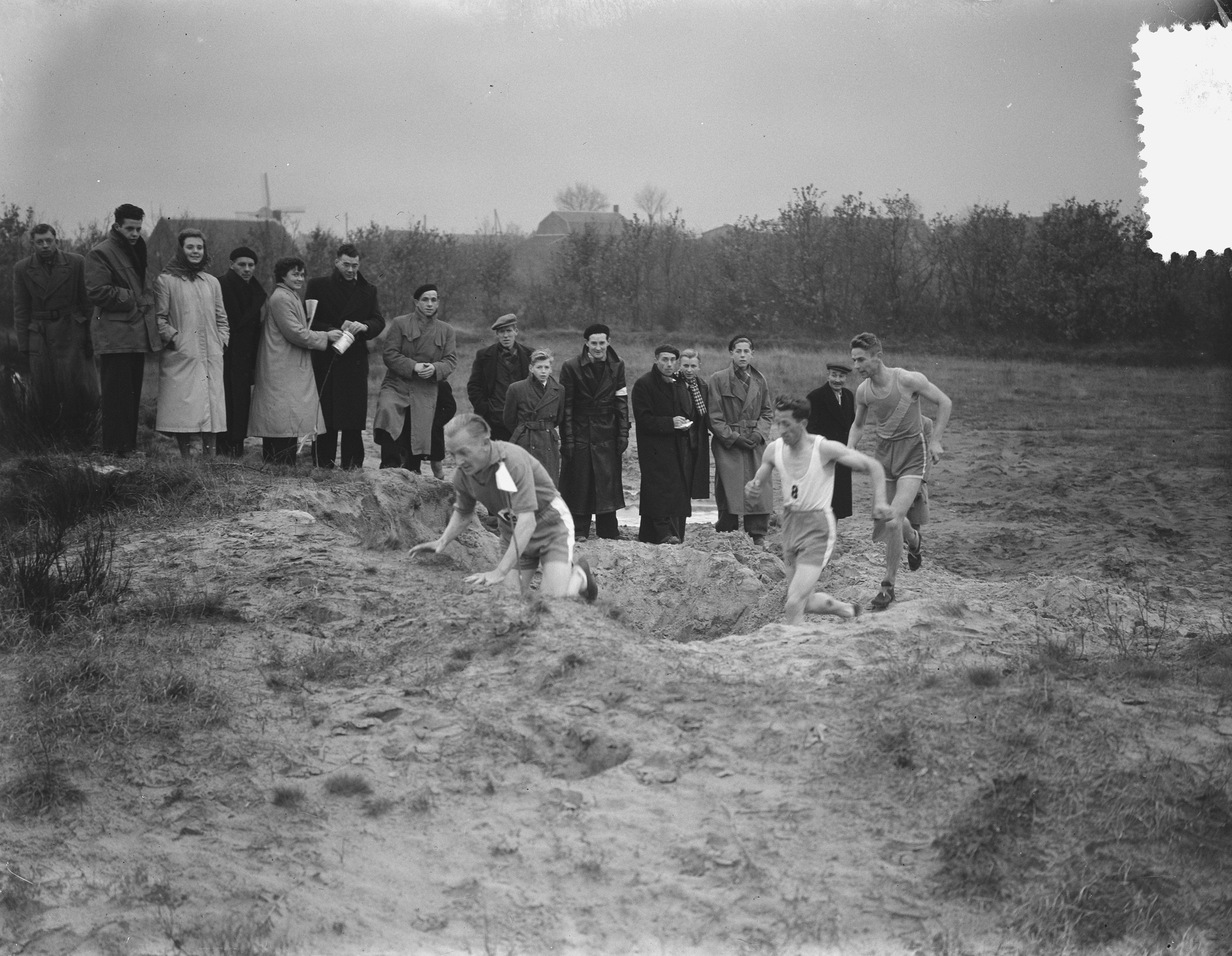
Janus van der Zande (hier bei einem Crossrennen in führender Position) wurde Siebter
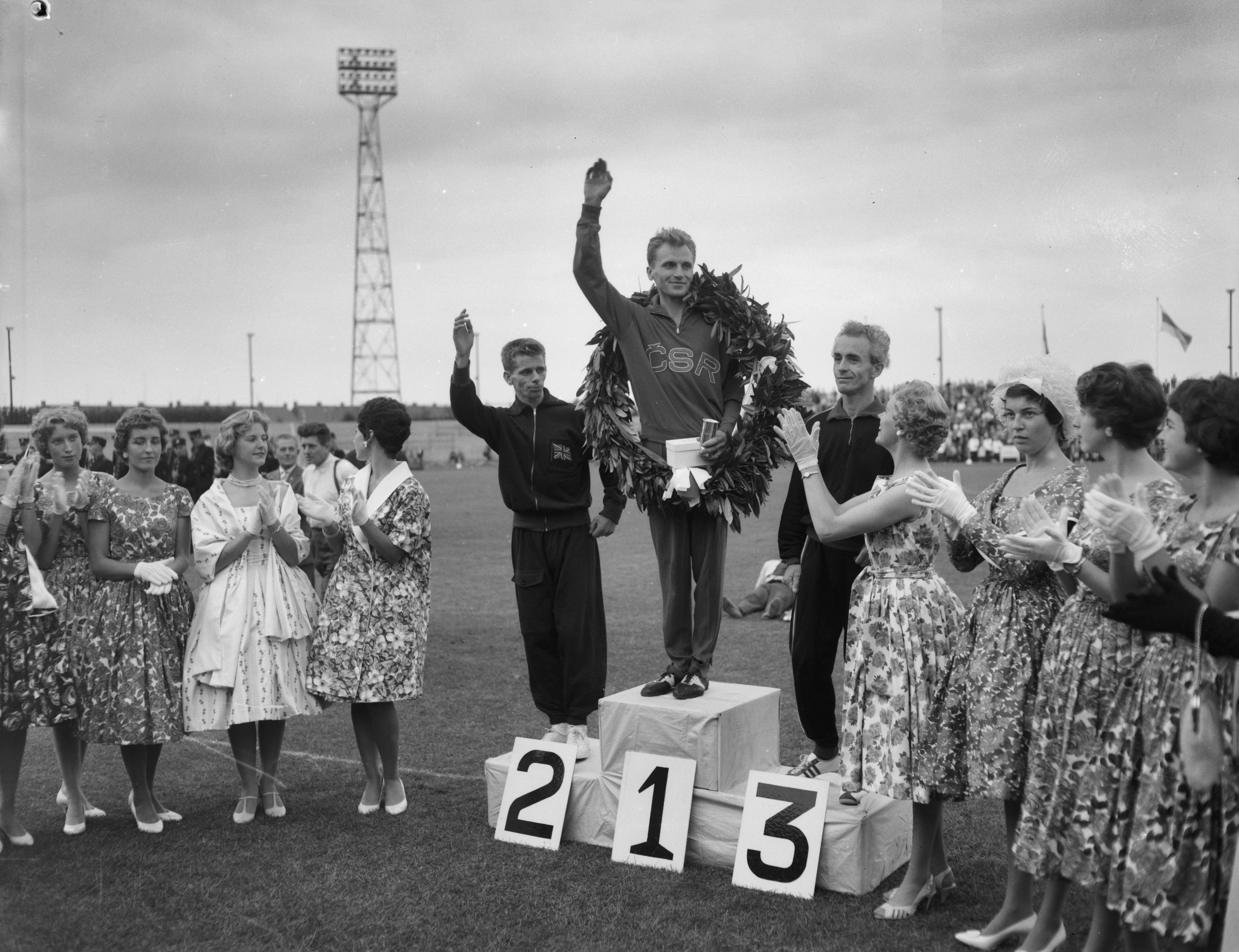
Adolf Gruber (auf dem Foto einer Siegerehrung im Jahr 1959 ganz rechts) kam auf Rang sechzehn